# Напір-Асу

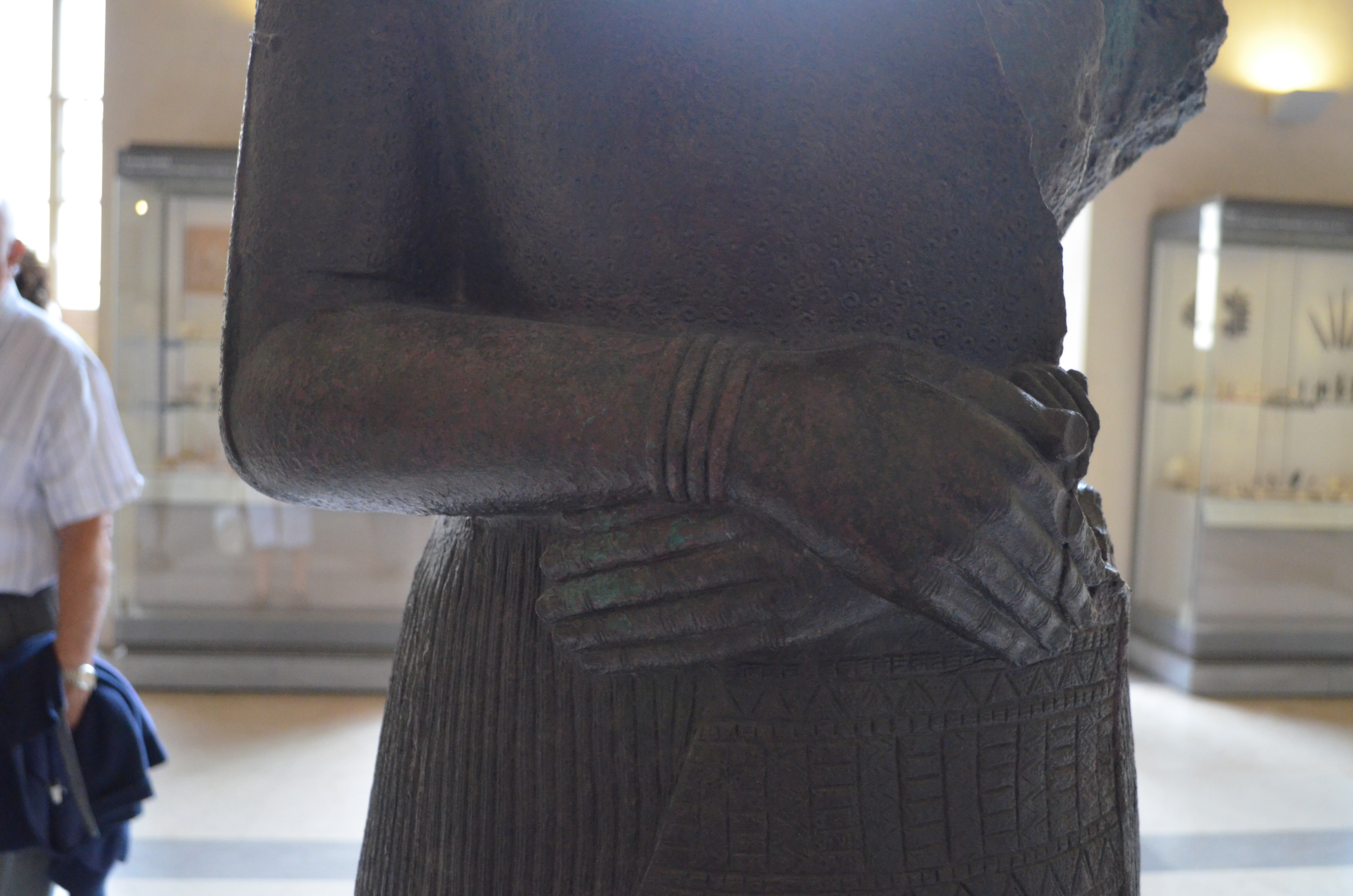
Статуя Напір-Асу.

Напір-Асу(активна бл. 1340–1300 до н.е.) — цариця Еламу, дружина царя Унташ-Напіріші. Відома завдяки бронзовій статуї, знайденій у Сусі, яка є одним із найвідоміших прикладів еламського мистецтва.

## Біографія
Напір-Асу, ймовірно, була дочкою вавилонського царя Бурна-Буріаша II і стала дружиною еламського царя Унташ-Напіріші. За його правління Елам переживав період значного розквіту, особливо у сфері будівництва та релігії. Саме Унташ-Напіріша заснував та розбудував грандіозний релігійний комплекс у Чоґа-Занбіль, присвячений богу Іншушинаку. Ймовірно, саме в цьому храмовому комплексі й мала бути розміщена статуя Напір-Асу. Роль Напір-Асу як цариці була важливою у придворному житті та релігійних церемоніях. Її монументальна статуя, ймовірно, не лише символізувала її високий статус, але й могла слугувати об'єктом культу або поклоніння в храмі.

## Політична роль
Хоча прямі свідчення про політичну діяльність Напір-Асу обмежені, її статус та зображення на статуї свідчать про значну роль у державі. В еламському суспільстві жінки могли мати високий статус, а спадкування трону часто відбувалося по материнській лінії, що підкреслює важливість жінок у політичному житті Еламу.

## Статуя Напір-Асу
Статуя Напірасу була виявлена в 1903 році французькими археологами в акрополі Суси, у храмі богині Нінхурсаг. Виготовлена з бронзи та міді, статуя має висоту 129 см і важить приблизно 1750 кг. Вона зображує царицю з руками, складеними на животі, у розкішному вбранні з геометричним орнаментом. На передній частині сукні міститься еламський напис, що містить прокляття проти тих, хто наважиться пошкодити або перемістити статую.
I, Napir-Asu, wife of Untash-Napirisha. He who would seize my statue, who would smash it, who would destroy its inscription, who would erase my name, may he be smitten by the curse of Napirisha, of Kiririsha, and of Inshushinak, that his name shall become extinct, that his offspring be barren, that the forces of Beltiya, the great goddess, shall sweep down on him. This is Napir-Asu's offering.
Її монументальність, реалістичне зображення одягу та досконала техніка лиття свідчать про виняткові здібності еламських майстрів. Деякі дослідники навіть вважають її одним з найвеличніших творів мистецтва Близького Сходу того періоду, що за якістю та деталізацією перевершує багато аналогічних творів з Межиріччя та Єгипту. Крім художньої цінності, статуя є важливим джерелом для вивчення релігійних уявлень та царського культу в Еламі. Вона показує, що еламські цариці займали високий статус і їхній образ увічнювався у монументальних творах мистецтва. Сьогодні статуя Напір-Асу є одним з найцінніших експонатів у колекції Лувру в Парижі, приваблюючи дослідників та поціновувачів давнього мистецтва з усього світу.

## Значення
Статуя Напір-Асу є унікальним прикладом еламської металургії та мистецтва. Її виготовлення вимагало високого рівня майстерності, оскільки вона була відлита з бронзи з використанням складної техніки. Статуя також свідчить про високий статус жінок у еламському суспільстві та їхню роль у релігійних практиках.